# Pele (Film)
Pele (dt.: Haut) ist ein portugiesischer Film des Regisseurs Fernando Vendrell aus dem Jahr 2006.

## Handlung
Im Portugal des repressiven Estado Novo-Regimes und seinem portugiesischen Kolonialkrieg Anfang der 1970er Jahre lebt Olga. Sie ist 23 Jahre alt, aus einer sehr reichen und angesehenen Familie und steht vor dem Universitätsabschluss. An der Hochschule sie die Musterschülerin ihres Professors. Sie ist das Ergebnis eines sexuellen Abenteuers ihres Vaters Alexandre in Angola. Er hat Olga bei seiner Ex-Frau in Lissabon in Obhut gegeben und lebt seit 20 Jahren in Angola.
Olga und ihr Vater kennen sich kaum, als dieser überraschend zurückkehrt. Olga, die darunter leidet, nichts über ihre Mutter zu wissen, und sich wegen ihrer Hautfarbe häufig verstecktem Rassismus ausgesetzt sieht, konfrontiert den zurückgekehrten Vater, ebenso wie die treusorgende Pflegemutter, mit Vorwürfen, sowohl auf ihre Hautfarbe, als auch auf ihre eigene, unbekannte Mutter bezogen. Olga versucht auszubrechen, indem sie sich von Vater und Pflegemutter zunehmend entfernt und in Exzessen Ablenkung sucht, bis zu einem Schicksalsschlag. Schließlich findet sie im Theater einen Ausweg. Durch die Schauspielerei und den Umgang mit Menschen, die sich nicht an gesellschaftliche Konventionen und Vorurteile halten, kommt sie innerlich zur Ruhe und beginnt, sich langsam mit ihrer Lebenssituation auszusöhnen.

## Rezeption
Der Film ist eine Verfilmung des gleichnamigen Romans aus dem Jahr 1957 des Salazar-Gegners Henrique Galvão (1895–1970). Thematisiert werden im Film sowohl die starren gesellschaftlichen Missstände in Portugal zu Zeiten der Diktatur, als auch die unterschwelligen rassistischen und sozialen Diskriminierungen seitens der Oberschicht. Auch wenn dieser Film ausschließlich in Portugal spielt, ist er ein weiteres Werk des Regisseurs, das sich mit dem portugiesischsprachigen Afrika und den vielschichtigen, engen Beziehungen zwischen ihm und Portugal befasst.
Der Film lief auf verschiedenen Festivals, darunter dem Edinburgh International Film Festival und dem IndieLisboa. Er war ein relativ erfolgreicher Film im kleinen portugiesischen Markt, und wurde 2011 als DVD veröffentlicht.